# Grygiańce
Grygiańce – dawna wieś. Tereny, na których była położona, leżą obecnie na Litwie, w okręgu uciańskim, w rejonie jezioroskim, w starostwie Turmont.
Dawniej Grzygiańce lub Grygańce.

## Historia
W czasach zaborów w granicach Imperium Rosyjskiego.
W dwudziestoleciu międzywojennym wieś leżała w Polsce, w województwie nowogródzkim (od 1926 w województwie wileńskim), w powiecie brasławskim, w gminie Smołwy.
Według Powszechnego Spisu Ludności z 1921 roku zamieszkiwało tu 61 osób, wszystkie były wyznania rzymskokatolickiego i zadeklarowały polską przynależność narodową. Było tu 11 budynków mieszkalnych. W 1931 w 13 domach zamieszkiwało 65 osób.
Wierni należeli do parafii rzymskokatolickiej w Smołwach i prawosławnej w Dryświatach. Miejscowość podlegała pod Sąd Grodzki w m. Turmont i Okręgowy w Wilnie; właściwy urząd pocztowy mieścił się w m. Turmont.